# Vlag van Chiriquí

Vlag van Chiriquí

De vlag van Chiriquí is de vlag van de Panamese provincie Chiriquí.
De rode kleur van de vlag staat voor het vergoten bloed en symboliseert groen, het groen en de vruchtbaarheid van de grond in deze regio. Het is onbekend wie de sterren voorstelde, maar Miguel Angel Brenes jr. plaatste ze in een halve cirkel. De laatste jaren plaatste Luis Moreno ze in de populaire ronde vorm. De sterren staan voor de districten van de provincie.
Het werd aangenomen door populair gebruik tijdens verschillende periodes van de geschiedenis, maar zoals het vandaag bekend is, is het de meest populaire en geaccepteerde aanvaarding, en werd gegeven op 26 mei 1995, heilige doop in de kathedraal van David Chiriqui door leden van de Federalistische Beweging van Panama en de gemeenschap.